# Matthew Brettingham der Jüngere
Matthew Brettingham der Jüngere (* 1725; † 18. März 1803 in Norwich) war ein britischer Architekt und Kunstagent.
Matthew Brettingham der Jüngere, ältester Sohn des Architekten Matthew Brettingham der Ältere (1699–1769), erlernte das Architektenhandwerk bei seinem Vater. 1747 bis 1754 verbrachte er in Rom, wo er mit zahlreichen britischen Adligen auf ihrer Grand Tour verkehrte und als Kunstagent fungierte, insbesondere für die Sammlung von Thomas Coke, 1. Earl of Leicester im von seinem Vater erbauten Holkham Hall und für William Legge, 2. Earl of Dartmouth. Auch versuchte er, Formen für Gipsabgüsse antiker Kunstwerke zu erhalten und diese nach England zu verkaufen. Im April 1748 unternahm er mit den Architekten James Stuart und Nicholas Revett und dem Maler Gavin Hamilton eine Reise zum Studium der antiken Denkmäler nach Neapel. Auch war er an den Planungen von Stuart und Revett für eine Forschungsreise zur Aufnahme der antiken Bauten Athens beteiligt, nahm dann jedoch nicht an der Reise teil. 1751 lebte Brettingham im Palazzo Zuccari in Rom zusammen mit Joshua Reynolds, Thomas Patch, Joseph Wilton und anderen Künstlern.
Nach seiner Rückkehr nach England 1754 arbeitete Brettingham einige Jahre im Architekturbüro seines Vaters, insbesondere beim Bau von Holkham Hall. Für Charles Wyndham, 2. Earl of Egremont erwarb er antike Statuen für dessen Sammlung in Petworth House. 1761 reiste er mit Wyndham, zu diesem Zeitpunkt Außenminister, zu den Friedensverhandlungen mit Frankreich in Augsburg. 1769 wurde er durch Lord North zum „President of the Board of Green Cloth“ ernannt, später zum „Deputy collector of the Cinque Port duties“, zwei finanziell sehr einträgliche Positionen.
Brettinghams Einkommen ermöglichte es ihm, nicht von seinem Architektenberuf leben zu müssen. So war er nur bei wenigen Bauten tätig, darunter den Umbau von Charlton Park in Wiltshire für Henry Howard, 12. Earl of Suffolk (1772–76) und den Umbau in Petworth House (1774–76). Bedeutender als seine Rolle als Architekt war seine Rolle als Kunstagent und bei der Verbreitung des klassizistischen Geschmacks in Großbritannien.